# بالا بندر خيل
بالا بندر خيل (بالفارسية: بندارخيل)،  هي قرية في منطقة مزكورية الريفية، في المنطقة الوسطى من مقاطعة ساري، محافظة مازندران، إيران، وحسب تعداد عام 2006، عدد سكانها هو 5،255، وتضم 1،385 عائلة.